# Муса Палев
Муса Джемал Палев е български политик. Народен представител от парламентарната група на ДПС в XL и XLI народно събрание. Областен управител на Благоевград в правителството на Пламен Орешарски. Бил е областен председател на ДПС Благоевград. Владее английски и руски език. На предсрочните парламентарни избори през 2014 Муса Палев не е водач на листа, но чрез преференции успява да стане част от XLIII народно събрание от ПГ на ДПС. Той отказва да напусне парламента (макар че е имало решение всички кандидат-депутати на ДПС да се откажат, ако бъдат избрани с преференции) и на 28 ноември 2014 е изключен от ПГ на ДПС.

## Биография
Муса Палев е роден на 11 февруари 1971 година в село Бабяк, община Белица. Завършва специалностите „Социални дейности“ и „Бизнес администрация“.

### Народен представител
На парламентарните избори в България през 2005 година е избран за народен представител от листата на Движение за права и свободи в 1 МИР Благоевград.
На парламентарните избори в България през 2009 година е избран за народен представител от листата на Движение за права и свободи в 1 МИР Благоевград. В първото правителство на Бойко Борисов е член на Комисията по труда и социалната политика (2009 – 2013).
На предсрочните парламентарни избори през 2014 Муса Палев не е водач на листа, но чрез преференции успява да стане част от XLIII народно събрание от ПГ на ДПС. Той отказва да напусне парламента (макар че е имало решение всички кандидат-депутати на ДПС да се откажат, ако бъдат избрани с преференции) и на 28 ноември 2014 е изключен от ПГ на ДПС.

### Областен управител
През юни 2013 година е назначен от правителството на Пламен Орешарски за областен управител на Благоевград. На 17 юни, по повод назначението му, десетки жители на Благоевград окупират сградата на областната администрация, недоволни от назначението му, протестират около 100 души, сред които и привърженици на ВМРО-БНД.